# A.N.I.M.A.L.
A.N.I.M.A.L. (acrónimo de Acosados Nuestros Indios Murieron Al Luchar, y a veces estilizado como AxNxIxMxAxL) es una banda de heavy metal argentina, fundada por Andrés Giménez (guitarra y voz), Marcelo Corvalán (bajo), completando su formación más clásica con Martín Carrizo (batería). Actualmente la banda está compuesta por Giménez, Cristian Lapolla y Marcelo Castro. El sonido de la banda es una combinación de thrash metal, groove metal y nu metal, y la mayoría de las letras tratan temas de minorías étnicas y pueblos indígenas de América Latina.
La banda experimentó un éxito comercial a mediados y finales de la década de 1990 y realizó giras por varios países latinoamericanos, Estados Unidos y Europa, y también abrió para numerosos grandes nombres de la escena mundial del rock y el metal como Pantera, Biohazard, Bad Religion, Ratos de Porão, Suicidal Tendencies, Sepultura, Soulfly, Megadeth y Slipknot.

## Historia

### 1991-1995: inicios, primer disco, yFin de un mundo enfermo
A.N.I.M.A.L. —acrónimo de «Acosados Nuestros Indios Murieron Al Luchar»—, se formó en 1991 por el cantante y guitarrista Andrés Giménez junto a Robert Zelazek —exLos Violadores— (bajo y coros) y Aníbal Alo (batería), aunque pronto Zelazek sería reemplazado por Marcelo Corvalán. En un principio se llamó «Animal», sin ningún acrónimo, pero por problemas legales con el registro intelectual de marcas debieron convertirlo en «A.N.I.M.A.L.», que eran las siglas de «Acosados Nuestros Indios Murieron al Luchar». La elección del nuevo nombre no fue casual, y con el tiempo la banda comenzó a abordar el tema de la matanza de pueblos indígenas en varias canciones, como «Sólo por ser indios», «Guerra de razas», «Poder latino» y «Raza castigada».
En 1993 editaron su disco debut, titulado como la banda Acosados Nuestros Indios Murieron Al Luchar. El mismo se caracteriza por un sonido diferente a los discos que vendrían después, más cercano al heavy metal y al thrash metal clásico. Según declaraciones de la banda en 1992ː «Musicalmente tenemos algo de Motorhead o de la primera época de AC/DC». El segundo álbum de estudio de la banda fue Fin de un mundo enfermo, lanzado en 1994, ya con la incorporación del baterista y percusionista Martín Carrizo. Musicalmente sigue en la línea del primero, a la vez que incorpora influencias de Biohazard, Sepultura y Pantera; las letras reflejan la realidad manteniendo un mensaje apocalíptico, acompañado de un sonido melancólico y «pesado».

### 1996-1998:El nuevo camino del hombre,Poder latinoy éxito comercial
Recién con el disco El nuevo camino del hombre en 1996, A.N.I.M.A.L. logra un sonido maduro que se convertiría en su marca característicaː una mezcla de hardcore, metal y toques hispanos. También significó una mejora en la calidad de grabación y masterización ya que fue realizado íntegramente en los Estados Unidos bajo la tutela técnica y artística de Mario Altamirano como coproductor, al igual que en los primeros dos álbumes de estudio. Este disco contiene temas como el que le da nombre a la placa, «Guerra de razas» y «Lejos de casa».
Al año siguiente, en octubre de 1997, participaron del show en homenaje a los veinte años de las Madres de Plaza de Mayo, junto a Rata Blanca, León Gieco, Divididos, Las Pelotas, La Renga, Los Piojos, Todos Tus Muertos, Attaque 77, Actitud María Marta, entre otros. También en octubre de 1997 se produce el alejamiento de Martín Carrizo de la banda.
En 1998 su álbum Poder Latino fue producido por Max Cavalera, exlíder y fundador de la banda brasileña de thrash metal Sepultura y líder de Soulfly y Cavalera Conspiracy. Para ese disco, y dado que la banda recién acababa de incorporar a Andrés Vilanova en las baterías, se invitó a Jimmy DeGrasso (en ese entonces en Megadeth y años antes en Suicidal Tendencies) como sesionista de estudio.
Entre las 14 canciones se destacan «Milagro», el primer corte, y «Cinco siglos igual», junto a León Gieco. En este álbum se pueden notar influencias cercanas al nu metal, incluso con canciones que se acercan al hip-hop, como es «Loco Pro».

### 1999-2006: cambios en la formación,Animal 6, y disolución

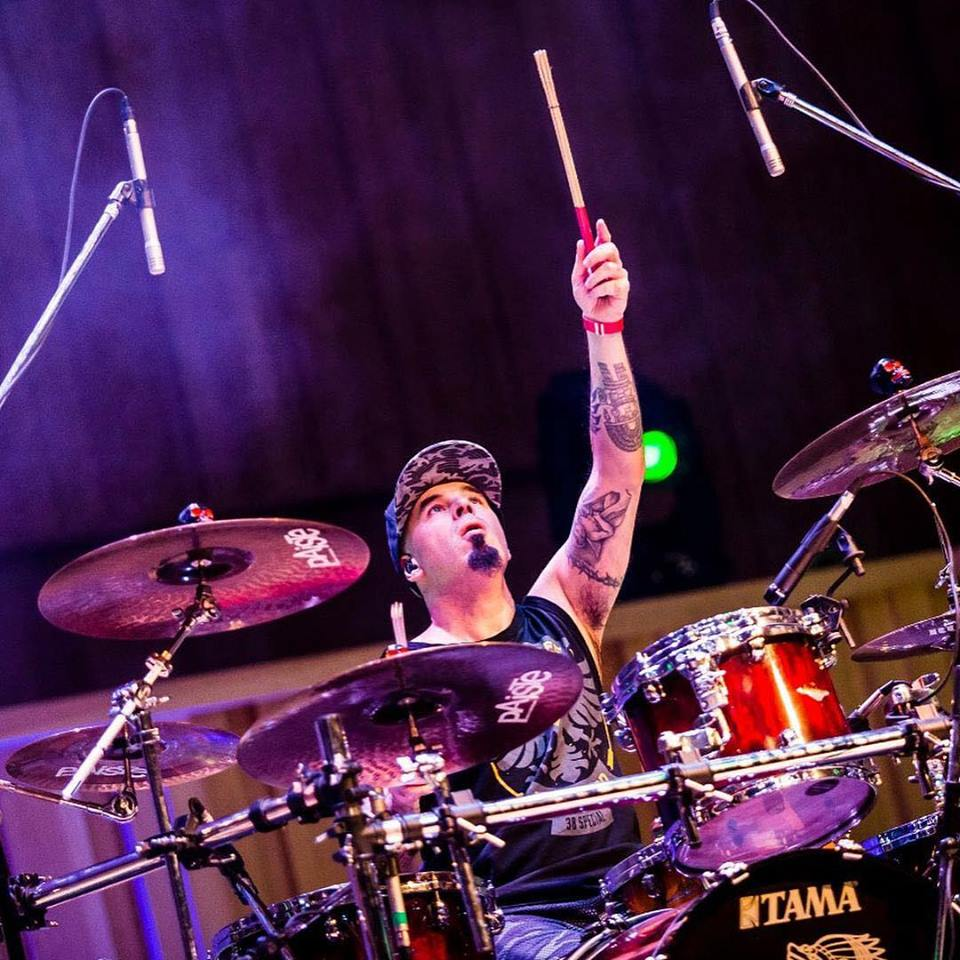
Después de que Andrés Vilanova renunció a la banda, se unió Marcelo Castro (fotografiado en 2018) en batería entre 2000 y 2015

En 1999, A.N.I.M.A.L. lanza lo que sería su quinto disco de estudio y el último con la presencia de Marcelo Corvalán y Andrés Vilanova, quienes dejaron la banda a mediados del año 2000 y poco después formaron Carajo. El álbum fue titulado Usa toda tu fuerza y contó con la colaboración de Lemmy Kilmister de Motörhead, haciendo la versión de AC/DC «Highway to Hell». Con este disco lograron formar parte del Watcha Tour y Warped Tour en EE. UU., con bandas de la talla de Green Day, NOFX, Six Feet Under, Papa Roach, Weezer, entre otros, logrando convertirse en la primera banda de metal argentino en girar en un tour de gran escala en suelo estadounidense. El álbum Animal 6, editado en 2001, contó con la participación del baterista Marcelo Castro y el bajista Christian "Titi" Lapolla. Este disco presenta algunos cambios en el sonido de la banda con la inclusión de efectos electrónicos.
A principios del 2004 vuelve a la banda Martín Carrizo, quien fue el baterista de la banda en los discos El nuevo camino del hombre y Fin de un mundo enfermo. Junto a él sacan lo que sería el último disco del power trío, Combativo. Este disco retorna al estilo más conocido de la banda, pero además experimenta con un sonido más moderno y con baladas, como «Real» y «Huellas de mi destino». La banda anunció su disolución en febrero de 2006, con un comunicado en su sitio web oficial, aunque las razones no estuvieron del todo claras. En ese entonces cada integrante se dedicó a otros proyectos musicales. Andrés Giménez formó una banda de hard rock alternativa llamada D-mente ("Devil Mente") junto con Lisardo Álvarez y Marcelo Baraj, ambos ex Totus Toss, más el bajista Gula Cocchiararo. En cuanto a Carrizo, se unió a una banda de grunge llamada T.O.C. ("Trastorno Obsesivo Compulsivo"). Finalmente abandonó esta banda para dedicarse a su trabajo como productor musical, y más adelante entra a la banda del Indio Solari, Los Fundamentalistas del Aire Acondicionado.

### 2015-presente: regreso eÍntimo extremo - 30 años
El 2 de marzo de 2015 volvieron a reunirse con la formación compuesta por Andrés Giménez, Cristian Lapolla y Marcelo Castro. El 29 de mayo de 2015 se presentaron en el Teatro Vorterix como su primer show de regreso después de 10 años. Luego realizaron una gira por Sudamérica que los llevó por Venezuela (Gillmanfest) en junio y Ecuador (QuitoFest) en agosto.
En 2016 lanzaron el álbum Vivo en Red House, con 16 temas grabados en vivo y otros 4 temas inéditos grabados en el estudio El Pie. El disco fue presentado el 21 de octubre de 2016 en El Teatro de Flores. En mayo de 2017 tocaron como soporte de Slayer en Santiago de Chile. Luego del regreso, y tras dos años, la banda sacó un nuevo sencillo, llamado "Nuestro estilo". El 30 de noviembre de 2018 lanzan el álbum Una razón para seguir, con 9 canciones inéditas, manteniendo la línea de base del regreso del 2015, conservando su estilo, como se menciona en el sencillo lanzado al mercado, dicho trabajo contiene líneas de bajo poderosas, la batería firme de Marcelo Castro y una voz conservada de Andrés Giménez, con ganas de salir a girar en Suramérica sus sueños se vieron truncados tras el comienzo de la pandemia en 2020, expectativas pospuestas tras la situación sanitaria.
En días previos a la pandemia, habían intentado darle forma a una nueva gira implementando nuevos sonidos y reversiones a sus temas más clásicos y temas nuevos de base de su último disco, esta iniciativa solo tendría una fecha en Buenos Aires, con un concierto intimo y extremo teniendo con nuevo protagonista a nuevos sonidos electrónicos adaptados a las versiones ya conocidas, dado el inicio y transcurso de la pandemia todo esto quedara muy oculto y en el tintero hasta este año, en el cual sorprendieron a todos los fanes con la salida del nuevo sencillo en el cual invitaron a diversos compositores y cantautores del continente como Juanes (Colombia) para interpretar «Solo por ser indios», del disco Fin de un mundo enfermo (1993), una nueva versión, el cual sería el preámbulo para esta nueva faceta de metal con matices electrónicos, disco no muy bien acogido por sus fanes más acérrimos pero que igual, marcan la pauta y imprenta el estilo renovado del power trío argento, invitados de lujo como Bunbury, Draco Rosa, Álex Lora, Rubén Albarrán entre otros, siendo estos grandes representativos del rock en español, expandiendo de esta manera las posibilidades a manera de tributos estas canciones que marcaron un antes y un después de la banda, sale al mercado editado en CD edición digipack y doble LP, y a esperas de anunciar fechas para la gira de presentación que los llevara a recorrer Latinoamérica y a recuperar el puesto que siempre los ha caracterizado.

## Miembros
| Miembros actuales - Andrés Giménez - voz, guitarra (1991-2006; 2015-) - Cristian «Titi» Lapolla - bajo, coros (2000-2006; 2015-) - Marcelo Castro - batería (2000-2002; 2015-) Miembros de apoyo - Hernán Cotelo - bajo (2002; gira por México y shows en Argentina) - Jimmy DeGrasso - batería (1998; sesiones de Poder latino) | Miembros anteriores - Robert «Polaco» Zelasek - bajo (1991-1992) - Marcelo «Corvata» Corvalán - bajo, voz (1992-2000) - Claudio Cardaci - batería (1991) - Aníbal Alo - batería (1992-1993) - Javier Dorado - batería (1993; 2002-2003) - Martín Carrizo - batería (1994-1997; 2004-2006) - Andrés «El niño» Vilanova - batería (1997-2000) |

## Discografía
- 1993: Acosados Nuestros Indios Murieron Al Luchar
- 1994: Fin de un mundo enfermo
- 1996: El nuevo camino del hombre
- 1998: Poder latino
- 1999: Usa toda tu fuerza
- 2001: Animal 6
- 2004: Combativo
- 2016: Vivo en Red House
- 2018: Una razón para seguir
- 2022: Íntimo extremo - 30 años
- 2025: Legado

## Premios y nominaciones
| Año  | Premio                | Categoría                       | Trabajo nominado       | Resultado | Ref. |
| ---- | --------------------- | ------------------------------- | ---------------------- | --------- | ---- |
| 2023 | Premios Carlos Gardel | Mejor álbum de rock pesado/punk | Intimo extremo 30 años | Ganador   |      |